# Marius Eriksen
Emil Marius Eriksen, född 9 december 1886, död 14 september 1950, var en norsk gymnast. Han var far till Marius Eriksen Jr. och Stein Eriksen.
Eriksen tävlade för Norge vid olympiska sommarspelen 1912 i Stockholm, där han var med och tog brons i lagtävlingen i svenskt system. 